# گوی‌گوزه‌تپه
گوی گوزه تپه در شهرستان خدابنده، بخش سجاسرود، روستای خان احمدحصاری واقع شده و این اثر در تاریخ ۷ مهر ۱۳۸۱ با شمارهٔ ثبت ۶۲۰۹ به‌عنوان یکی از آثار ملی ایران به ثبت رسیده است.